# Ljosurfossen

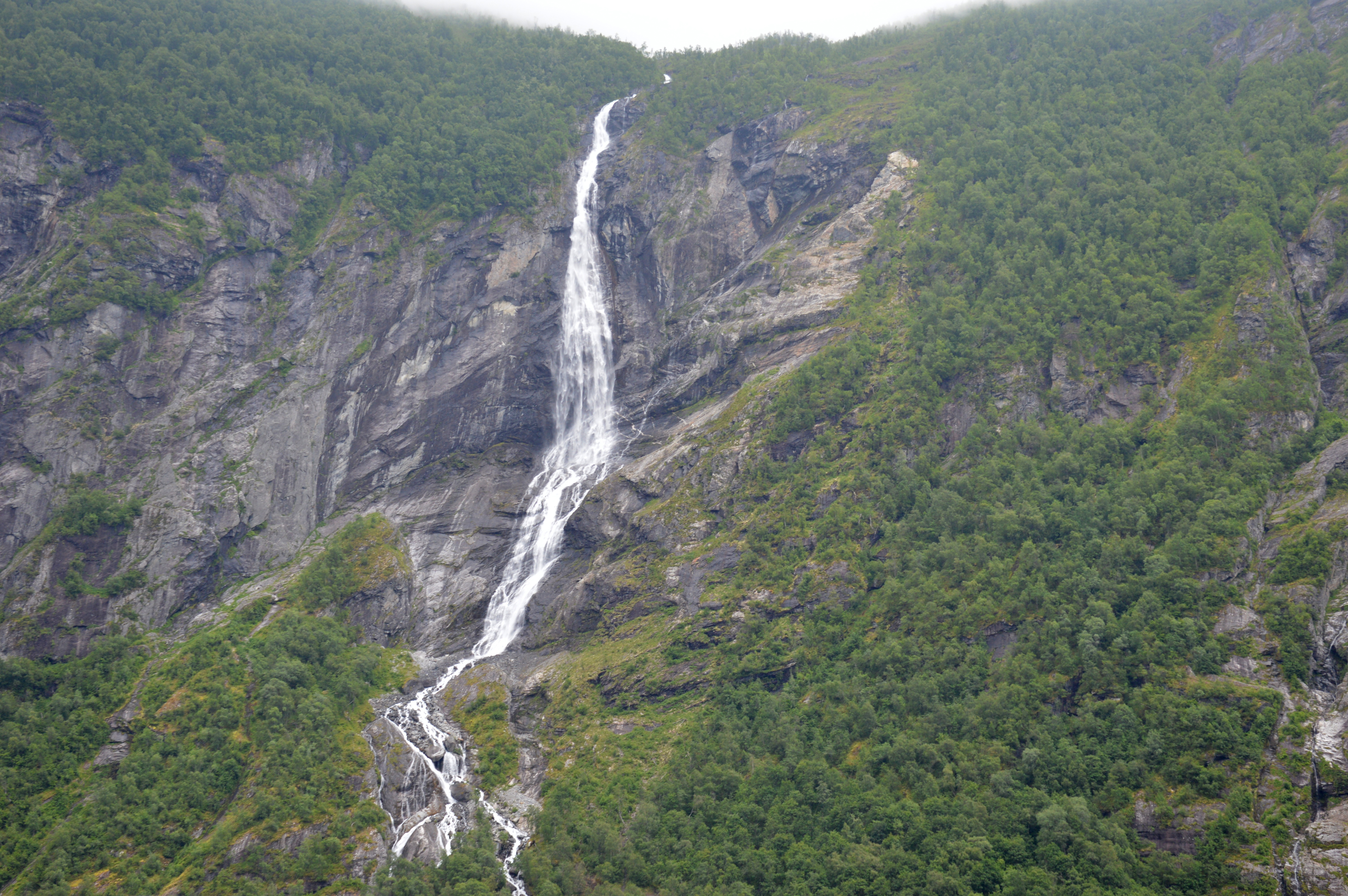
Ljosurfossen

Der Ljosurfossen, auch bekannt als Ljøsurfossen oder Ljosurdfossen, ist ein Wasserfall im Geirangerfjord in der norwegischen Gemeinde Stranda in der Provinz Møre og Romsdal.
Er befindet sich auf der Südseite des Fjords. Auf der gegenüberliegenden Seite des Fjords befindet sich der Wasserfall Brautschleier. Der Ljosurfossen wird vom Gebirgsbach Ljosura gebildet, der hier über eine Höhe von 240 Metern in den Geirangerfjord stürzt.